# Susie Frances Harrison
Pour les articles homonymes, voir Harrison.
Susie Frances Harrison née Riley le 24 février 1859 à Toronto et morte le 5 mai 1935 dans la même ville, est une poétesse, critique et compositrice canadienne.

## Biographie
Susie Frances Riley, née à Toronto d'une famille d'origine irlando-canadienne, est la fille de John Byron Riley. Elle étudie la musique avec Frédéric Boscovitz dans une école privée pour filles à Toronto et plus tard à Montréal. Elle aurait commencé à publier de la poésie dans le Canadian Illustrated News à l'âge de 16 ans sous le pseudonyme de « Medusa ». Après avoir terminé ses études, elle travaillé en tant que pianiste et chanteuse. En 1880 elle épouse l'organiste John W. F. Harrison, de Bristol, en Angleterre, organiste de l'église St. George à Montréal. Le couple a un fils et une fille. 
Le couple vient à Ottawa en 1883, lorsque Susie Harrison composa la chanson Address of Welcome to Lord Lansdowne pour célébrer la première apparition publique du nouveau gouverneur général, le marquis de Lansdowne. En 1887, ils s'installèrent à Toronto, où John Harrison devint organiste et chef de chœur de l'apôtre Saint-Simon. Susan Harrison commence alors une carrière littéraire sous le pseudonyme de « Seranus » et publie des articles dans plusieurs journaux et périodiques. Elle écrit plusieurs chansons qui sont publiées aux États-Unis et en Angleterre toujours sous le nom de Seranus, d'autres chansons sont publiés en Angleterre sous le nom de « Gilbert King ». Elle est également critique musicale à The Week de décembre 1886 à juin 1887 sous son pseudonyme de Seranus. Elle a écrit le Esquisse historique sur la musique canadienne pour Le Canada: une encyclopédie éditée en 1898.
Susan Harrison est considérée comme une autorité en matière de musique folk et donne souvent des conférences sur le sujet. Elle utilise des mélodies irlandaises traditionnelles dans son quatuor à cordes et de la musique franco-canadienne dans ses Trois Esquisses canadiennes de 1887, Dialogue, Nocturne et Chant du voyageur. Elle a également incorporé des mélodies franco-canadiennes à son opéra en trois actes, Pipandor (livret de F. A. Dixon d'Ottawa). Son quatuor à cordes, « Ancient Irish Airs » est probablement le premier quatuor à cordes composé au Canada par une femme.
En 1896 et 1897, elle présente à Toronto une série de conférences sur « La musique du Canada français ». Elle est, pendant 20 ans, directrice de la branche locale du conservatoire royal de musique de Toronto à Rosedale. Au cours des années 1900, elle travaille à la publication du magazine Conservatory Monthly et collabore à son successeur, le Conservatory Quarterly Review. Elle écrit l'article sur le Canada pour l'histoire impériale et l'encyclopédie de la musique de 1909. En outre, elle écrit au moins six livres de poésie et trois romans.

## Écrits
Le style musical de Susie Frances Harrison se reflète dans sa poésie, elle maîtrise les complexités rythmiques de formes poétiques telles que le sonnet et la villanelle. Comme d’autres poètes canadiens de la fin du XIXe siècle, ses thèmes dominants incluent la nature, l’amour et la patriotisme. Sa poésie paysagère, profondément influencée par les œuvres de Charles Roberts et Archibald Lampman, décrit la nature sauvage canadienne comme une beauté fascinante, à la fois mystérieuse et distante.
Ses deux romans expriment une fascination pour la culture québécoise fortement mythologique que Susie Frances Harrison partage avec de nombreux Canadiens anglais de son époque. Caractérisée par une emphase gothique sur l'horreur, la folie, des manoirs seigneuriaux aristocratiques et un catholicisme décadent. Elle écrit avec élégance d'un trait dont les qualités romantiques sont en grande partie tourné vers la création d'une identité historique distinctive du Haut-Canada.

## Reconnaissance
Frances Harrisona connait un déclin dans sa notoriété au cours de sa vie. Malgré les propos en 1916 du nouvelliste John Garvin qui la cite comme  « l'un de nos grands poètes dont le travail n'a pas encore reçu la reconnaissance qu'il mérite au Canada ». En 1926, Garvin la décrit simplement comme l'un des poètes distinctifs du Canada.
Le Dictionnaire biographique littéraire écrit sur Susan Frances Harrison en 1990 « que l'œuvre inédite de Harrison n'a pas été préservée, ses travaux publiés sont épuisés et difficiles à obtenir, et sa position autrefois substantielle dans la vie littéraire de son pays est maintenant presque oubliée ».

## Publications

### Chanson
- Song of Welcome ;
- Pipandor. opéra ;
- Trois Esquisses canadiennes: Dialogue, Nocturne, Chant du voyageur 1887 ;
- Quartet on Ancient Irish Airs.

### Poésie
- Four Ballads and a Play. Toronto, 1890[8] ;
- Pine, Rose and Fleur De Lis. Toronto, 1891 ;
- In Northern Skies and Other Poems. Toronto, 1912 ;
- Songs of Love and Labor. Toronto, 1925 ;
- Later Poems and New Villanelles. Toronto, Ryerson, 1928 ;
- Penelope and Other Poems. Toronto, 1934.

### Nouvelles
- Crowded Out and Other Sketches. Ottawa: Evening Journal, 1886,
- The Forest of Bourg-Marie, nouvelle. Toronto: G.N. Morang, 1898[8] ;
- Ringfield, novel. London: Hodder & Stoughton, 1914[8].

### Edition
- Canadian Birthday Book. Toronto: Robinson, 1887[7].

### Articles
- Historical sketch of music in Canada, Canada: An Encyclopedia of the Country, vol 4, J.C. Hopkins ed., Toronto, 1898.
- The Imperial History and Encyclopedia of Music, vol 3: History of Foreign Music, W.L. Hubbard ed., New York ca 1909.